# Santa Cruz da Conceição
Santa Cruz da Conceição este un oraș în São Paulo (SP), Brazilia.